# قدسی صوفی
قدسی صوفی سیاوش یا قدسی صوفی املش از زنان فعال ایران در دورهٔ پهلوی و به عنوان اولین فرماندار زن ایران بود.

## زندگی
قدسی صوفی در سال ۱۳۲۰ در اصفهان از یک خانواده املشی متولد گردید. او فرزند احمدعلی‌خان صوفی سیاوش از اهالی املش بود. وی پس اتمام تحصیلات در رشته کارشناسی تاریخ و جغرافیا، وارد عرصه سیاست شد.
در سال ۱۳۴۴ با احمد فرخی ازدواج کرد که او نیز کارمند وزارت کشور بود.

## دوران فعالیت
آغاز کار مسئولیت‌های قدسی صوفی از سال ۱۳۴۰ بود؛ و او در مدتی هفت ساله سمت‌های مختلفی را به دست آورد. اولین سمت وی، بخشداری حومه رشت به مدت ۲ سال بود. پس از آن در خلال سال‌های ۱۳۴۲ تا ۱۳۴۷ به سمت‌های ریاست دفتر استانداری گیلان، ریاست دفتر استانداری اصفهان و ریاست دبیرخانه حوزه معاونت پارلمانی وزارت کشور رسید. قدسی صوفی سرانجام در سال ۱۳۴۷ فرمانداری شهرستان صومعه‌سرا را به دست آورد و بعنوان اولین زن فرماندار ایران شناخته شد. همسر وی احمد فرخی نیز چند سال بعد در سال ۱۳۵۱ به مقام شهردار بابل رسید.

## سال‌های پایانی و مرگ
خانواده صوفی پس از انقلاب ۱۳۵۷ به شهر سیاتل در ایالات متحده آمریکا مهاجرت کردند. قدسی صوفی به دلیل بیماری در ۱۸ آبان ۱۳۹۴ درگذشت و مراسم تدفین وی همان‌جا برگزار شد.